# ناپلئون دینامیت
ناپلئون دینامیت (انگلیسی: Napoleon Dynamite) یک فیلم در ژانر داستان بلوغ و کمدی به کارگردانی جارد هس است که در سال ۲۰۰۴ منتشر شد.

## بازیگران
- جون هدر
- جون گریس
- افرن رامیرز
- تینا میجرینو
- دایدریچ بیدر
- هایلی داف
- سندی مارتین
- الن دوبین